# 肖恩·T·奧凱利
肖恩·托馬斯·奧凱利（1882年6月25日—1966年11月23日）是愛爾蘭第2任總統。
1948年，通過愛爾蘭共和國法，廢除英王地位，從此愛爾蘭總統才是真正元首。